# Thumeries

Thumeries este o comună în departamentul Nord, Franța. În 1 ianuarie 2022 avea o populație de 4.102 de locuitori.

## Personalități născute aici
- Louis Malle (1932 - 1995), scenarist, regizor.